# 莫伊內什蒂

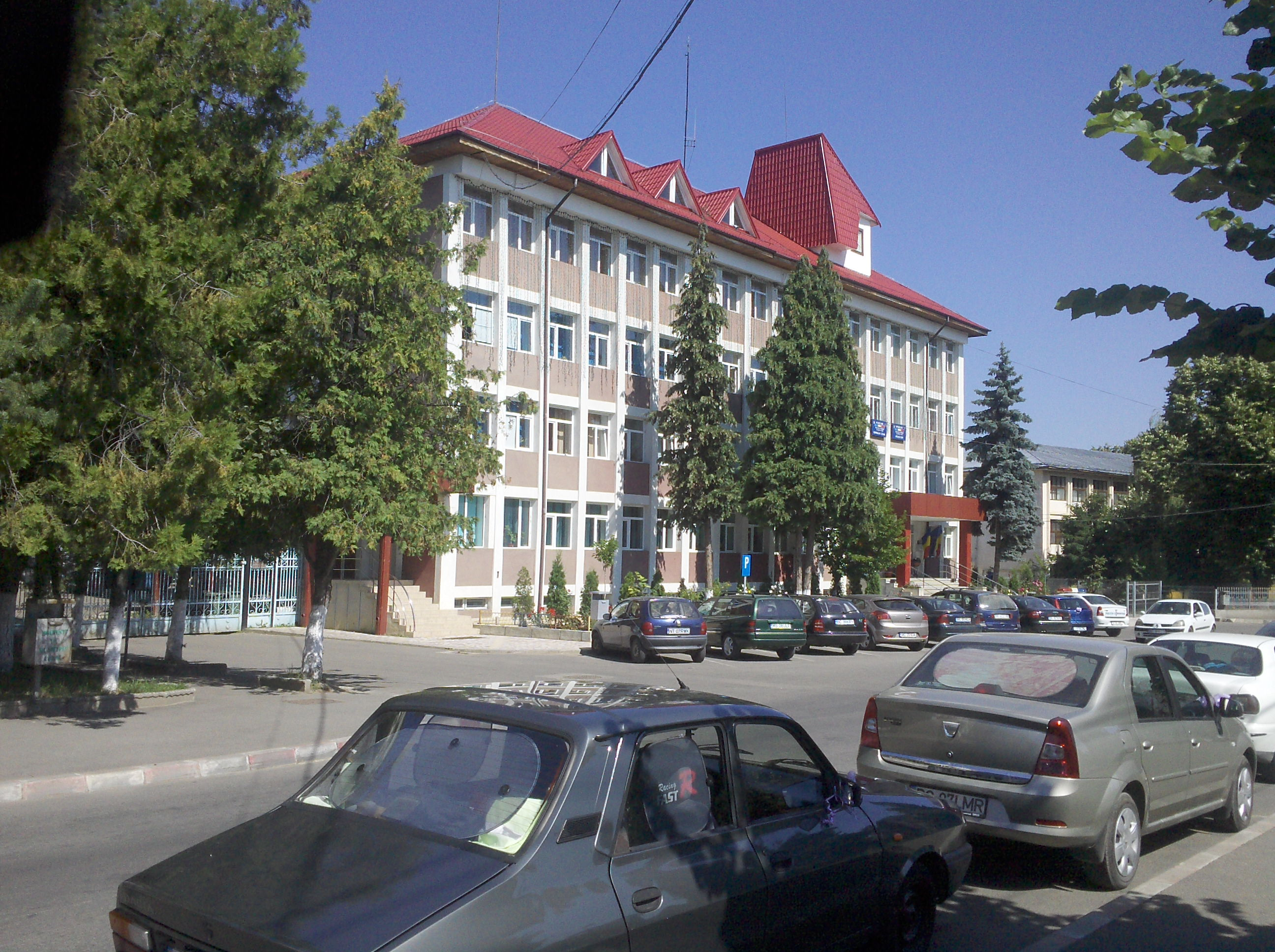

莫伊內什蒂是羅馬尼亞的城市，位於該國東部，距離首府巴克烏34公里，由巴克烏縣負責管轄，面積45.83平方公里，海拔高度425米，2009年人口23,688，大多數居民信奉東正教。罗马尼亚裔法国诗人特里斯唐·查拉生于此地。